# Cromossoma 11

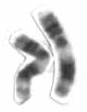
Par de cromossoma 11

O cromossoma 11 é um dos 23 pares de cromossomas do cariótipo humano.

## Genes
| Locus         | Gene  | Descrição                                           |
| ------------- | ----- | --------------------------------------------------- |
| 11q22.3       | ACAT1 | acetyl-Coenzima A acetyltransferase 1               |
| 11q12         | APLNR | Receptor de Apelin                                  |
| 11q23         | APOA4 | apolipoproteína A-4                                 |
| 1q22-q23      | ATn   | ataxia serina/tirosina quinase                      |
| 11p13         | BDNF  | fator neurotrófico derivado do cérebro              |
| 11p15.5       | CD81  | molécula CD81                                       |
| 11q13.4       | DHCR7 | 7-dehidrocolesterol redutase                        |
| 11p15.5       | HBB   | hemoglobina, beta                                   |
| 11q23.3       | HMBS  | hidroximetilbilano sintase                          |
| 11p15.5       | INS   | gene da insulina                                    |
| 11q13         | KLC2  | cadeia leve 2 da cinesina                           |
| 1q21-q22      | MMP7  | matrix metalloproteinase 7 (MMP family)             |
| 11q13         | MEN1  | neoplasia endócrina múltipla 1                      |
| 11p13         | PAX6  | caixa emparelhada 6                                 |
| 11q22.3       | PTS   | 6-piruvoiltetrahidropterina sintase                 |
| 11p15.1       | SAA1  | soro amilóide A1                                    |
| 11p15.4       | SBF2  | fator de ligação SET 2                              |
| 11p15.4-p15.1 | SMPD1 | esfingomielina fosfodiesterase 1, ácido lisossomico |
| 11q22-q24     | TECTA | tectorin alfa                                       |
| 11p15.5       | TH    | tirosina hidroxilase                                |
| 11p13         | WT1   | Tumor Wilms 1                                       |
| 11p13         | RAG1  | gene de ativação de recombinação 1                  |

## Doenças
As seguintes doenças são algumas das relacionadas com genes localizados no cromossoma 11:
- autismo (neurexina 1)[1]
- Aniridia
- Porfiria aguda intermitente
- Talassemia beta
- Cancro da mama
- Doença de Charcot-Marie-Tooth
- Porfiria
- Anemia falciforme
- Síndrome de Usher
- Síndrome de SPOAN
- Síndrome de Jacobsen - deleção na região 11q 24.1
- Síndrome de Paris-Trousseau